# Mallota hirsuta
Mallota hirsuta är en tvåvingeart som beskrevs av Hull 1941. Mallota hirsuta ingår i släktet hålblomflugor, och familjen blomflugor.
Artens utbredningsområde är Madagaskar. Inga underarter finns listade i Catalogue of Life.